# Zygofolis
Zygofolis était un parc d'attractions et un parc aquatique situé à Nice, dans les Alpes-Maritimes, en France. Ouvert le 1er juillet 1987, il ferme définitivement ses portes le 31 octobre 1991. Il devait être un des grands parcs français conçus à la fin des années 1980, à la suite de l'annonce de l'arrivée d'Euro Disney Resort.

## Histoire
Au milieu des années 1980, un parc d'attractions uni à un parc aquatique est une idée novatrice en France et même en Europe. Pour concevoir et réaliser le parc situé dans le quartier Niçois de Saint-Isidore, le long de l'A8, 350 millions de francs français (53 millions d'euros) sont investis,. L'investissement réel dépasse l'investissement prévu de plus de 50 %. Le tout est détenu majoritairement par des sociétés libanaises. Zygofolis est, avec Big Bang Schtroumpf, Mirapolis et le parc Astérix, l'un des grands projets dans les parcs de loisirs français à la fin des années 1980. Le terrain sur lequel est construit Zygofolis est le site où des millions de mètres cubes de terre furent prélevés pour construire sur la mer une extension de l'aéroport de Nice-Côte d'Azur. Jacques Médecin, le député-maire de Nice, désire la création de Zygofolis et accorde exonérations d’impôts, aménagement de l'accessibilité au site et soutien auprès des banques et investisseurs.
En 1987, Zygofolis doit accueillir 500 000 visiteurs pour atteindre l'équilibre financier lors de cette première saison étendue sur trois mois. La période d'ouverture sera doublée pour la deuxième saison. Il est prévu que le parc amène une moyenne de 7 000 chalands quotidiennement et emploie six cent personnes. Ils sont 350 000 à visiter un parc qui propose des attractions brutes, presque sans décorum ni détail. Les arbres viennent d'être plantés et l'herbe n'a pas encore poussé. L'attraction aquatique la cascade ne fonctionne pas les premiers jours. Il n'y avait pratiquement pas de groupe ou de billets prévendus, et la commercialisation avant l'ouverture est négligeable. Financièrement, Zygofolis souffre d'insuffisance de fonds propres qui entraîne un endettement important et un retard dans la rentabilisation. En fin de saison, une tempête gorge d'eau la surface du sol entourant le parc et provoque une coulée de boue qui ensevelit une partie du parc. Ceci oblige la direction à fermer pendant une semaine.
Pour sa deuxième année d'exercice, le capital majoré passe à 58 millions de francs français (8,85 millions d'euros). Il appartient, à hauteur de 65 %, à Paribas, à la Caisse des dépôts et consignations, à la Société générale, à la Société Jean-Lefebvre et au Crédit national, toutes des sociétés françaises. Le nombre d'entrées augmente de 29 %, ce qui représente 450 000 visiteurs mais le parc devait en recevoir 600 000. Zygofolis présente des chiffres dans le rouge avec un passif bancaire de 60 millions de francs français (9,15 millions d'euros) à court terme. De plus, il affiche 100 millions de francs français (15 millions d'euros) d'endettement à long terme et des impayés d'un montant de 15 millions de francs français (2,30 millions d'euros), auxquels il faut ajouter 20 millions de francs français (3 millions d'euros) de créances contestées. Le chiffre d'affaires de 53 millions de francs français (8 millions d'euros) est insatisfaisant. Il est, tout comme Big Bang Schtroumpf, Mirapolis ou le parc Astérix, un gouffre financier,. Le 31 janvier 1988, le parc est déclaré en faillite. Pour éviter la mise en liquidation, 30 millions de francs français (4,5 millions d'euros) auraient dû être investis. La Ville de Nice se constitue caution bancaire à hauteur de 40 % avec des banques locales à hauteur de 60 % pour le prêt de 100 millions de francs français (15 millions d'euros) auprès du Crédit national. Mais les actionnaires décident de ne pas insuffler de nouveaux capitaux.
Le mois de janvier 1989 est marqué par le dépôt de bilan du parc niçois. Pendant la saison 1989, Zygofolis reste fermé. Le parc est racheté en juin 1989 par Paul Bloomfield. Ce financier britannique est le président-directeur général du Alton Towers International. Pourtant, il ne trouve pas d'accord avec le groupe Alton Towers. La société du parc d'attractions de Nice est mise en liquidation judiciaire.
La saison 1990 débute en juin. Le parc n'accueille aucune nouveauté et une opération d'immobilier de loisirs finance une grande partie des investissements. 350 000 visiteurs passent les portes du parc de loisirs.
En 1991, le parc est racheté par Belise Loisirs pour 53 millions de francs (8 millions d'euros). Zygofolis change de nom pour Zygo Parc, certaines attractions font de même. Après sa dernière année de fonctionnement, Zygo Parc est vendu le 31 octobre 1991 à la Chambre de commerce et d'industrie de Nice-Côte d'Azur pour 65,5 millions de francs français (10 millions d'euros). Le parc est démantelé et les attractions revendues. Sur ses terres se dresse depuis 1996 le parc d'activités logistiques (Pal) avec des entreprises telles FedEx et UPS. Le PAL est créé à l'initiative de la Chambre de commerce et d'industrie de Nice-Côte d'Azur, en partenariat avec l'État, le Conseil régional de Provence-Alpes-Côte d'Azur, le Conseil général des Alpes-Maritimes et la Ville de Nice.
Cristiano Picco acquiert la marque représentant le logo Zygofolis en Italie le 20 décembre 2019 et en France le 25 septembre 2020 avec numéro d'enregistrement,. De plus, il acquiert la marque représentant le mascotte Zygofolis en Italie le 25 février 2022 et en France le 25 septembre 2020 avec numéro d'enregistrement,.

## Le parc

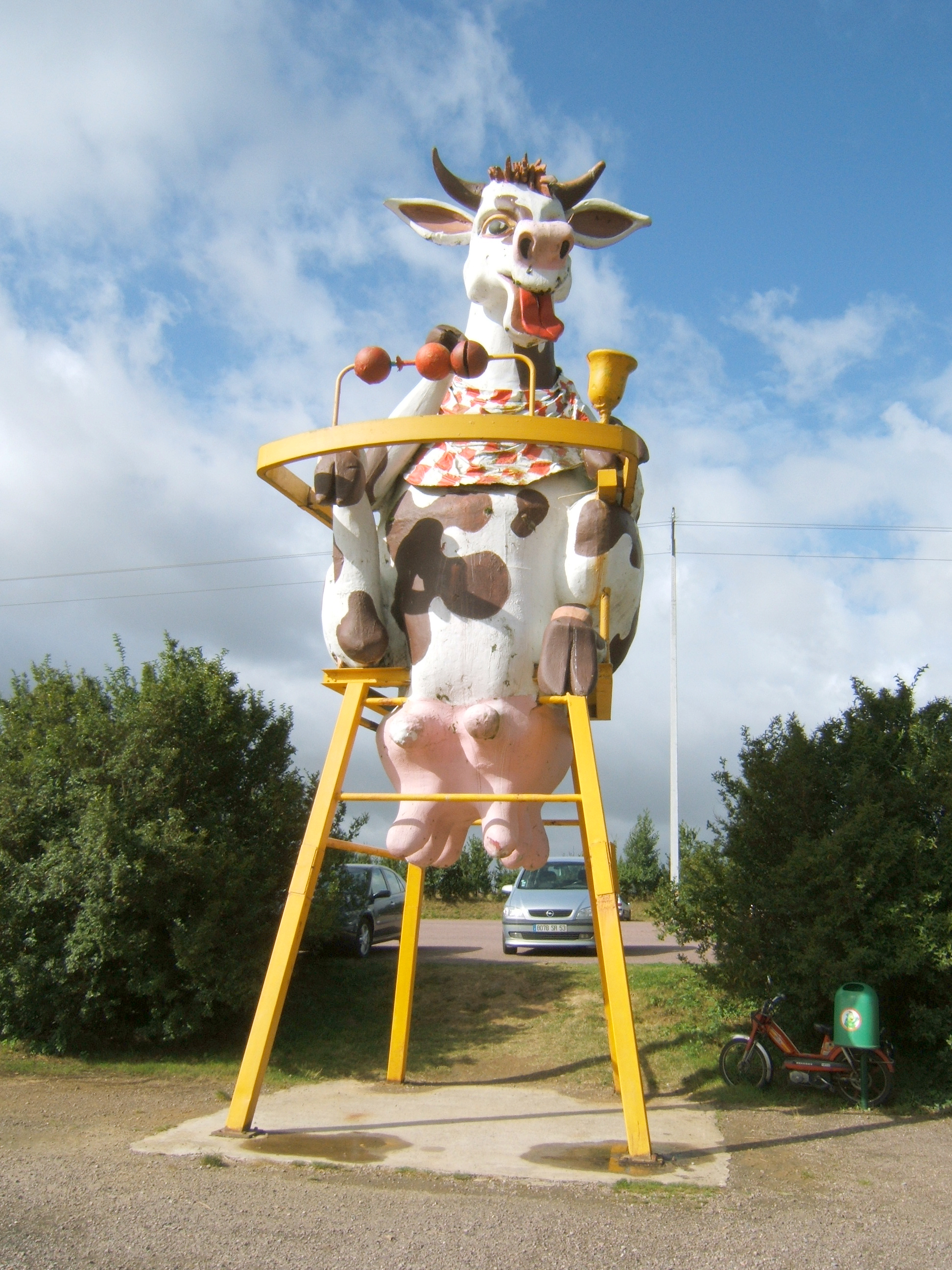
Décor de la place centrale, situé ensuite à Festyland

Il est situé dans une dépression avec, en son centre, la place centrale entourée de commerces et services. Pour accéder à celle-ci, les visiteurs empruntent un funiculaire depuis le parking qui surplombe le parc de loisirs. Le parc est subdivisé en deux parties, la partie sèche qui représente le parc d'attractions et la partie nautique qui représente le parc aquatique. En plus des attractions, il propose également le petit amphithéâtre de 400 places et le grand amphithéâtre de 4 000 places.

### Parc d'attractions

#### Montagnes russes
| Nom       | Type                               | Constructeur | Années      | Relocalisation      |
| --------- | ---------------------------------- | ------------ | ----------- | ------------------- |
| Boomerang | Montagnes russes navette Boomerang | Vekoma       | 1987 - 1991 | Walygator Sud-Ouest |
| Tarzungle | Montagnes russes assises junior    | Zierer       | 1987 - 1991 | Walibi Holland      |

#### Attraction aquatique
| Nom     | Type   | Constructeur | Années      | Relocalisation                         |
| ------- | ------ | ------------ | ----------- | -------------------------------------- |
| Cascade | Bûches | Reverchon    | 1987 - 1991 | Antibes Land et Zoosafari Fasanolandia |

#### Autres attractions
| Nom                | Type / Modèle                     | Constructeur      | Années      | Relocalisation     |
| ------------------ | --------------------------------- | ----------------- | ----------- | ------------------ |
| Autos-tamponneuses | Autos-tamponneuses                | Reverchon         | 1987 - 1991 | Walibi Rhône-Alpes |
| Bateau ivre        | Looping Starship                  | Intamin           | 1987 - 1991 | Walibi Belgium     |
| Cinéma 180°        | Cinéma 180°                       |                   | 1987 - 1991 |                    |
| Manège             | Carrousel                         | Savage Rides      | 1987 - 1991 | Walibi Rhône-Alpes |
| Monstre            | Pieuvre / Monster                 | Anton Schwarzkopf | 1987 - 1991 | Walibi Rhône-Alpes |
| Offshore Rallye    | Bateaux et voitures télécommandés |                   | 1987 - 1991 |                    |
| Pédalos            | Bateaux à pédales                 |                   | 1987 - 1991 |                    |
| Swingo             | Chaises volantes                  | Zierer            | 1987 - 1991 | Walibi Holland     |
| Village enfants    | Piscine à boules, toboggans…      |                   | 1987 - 1991 |                    |

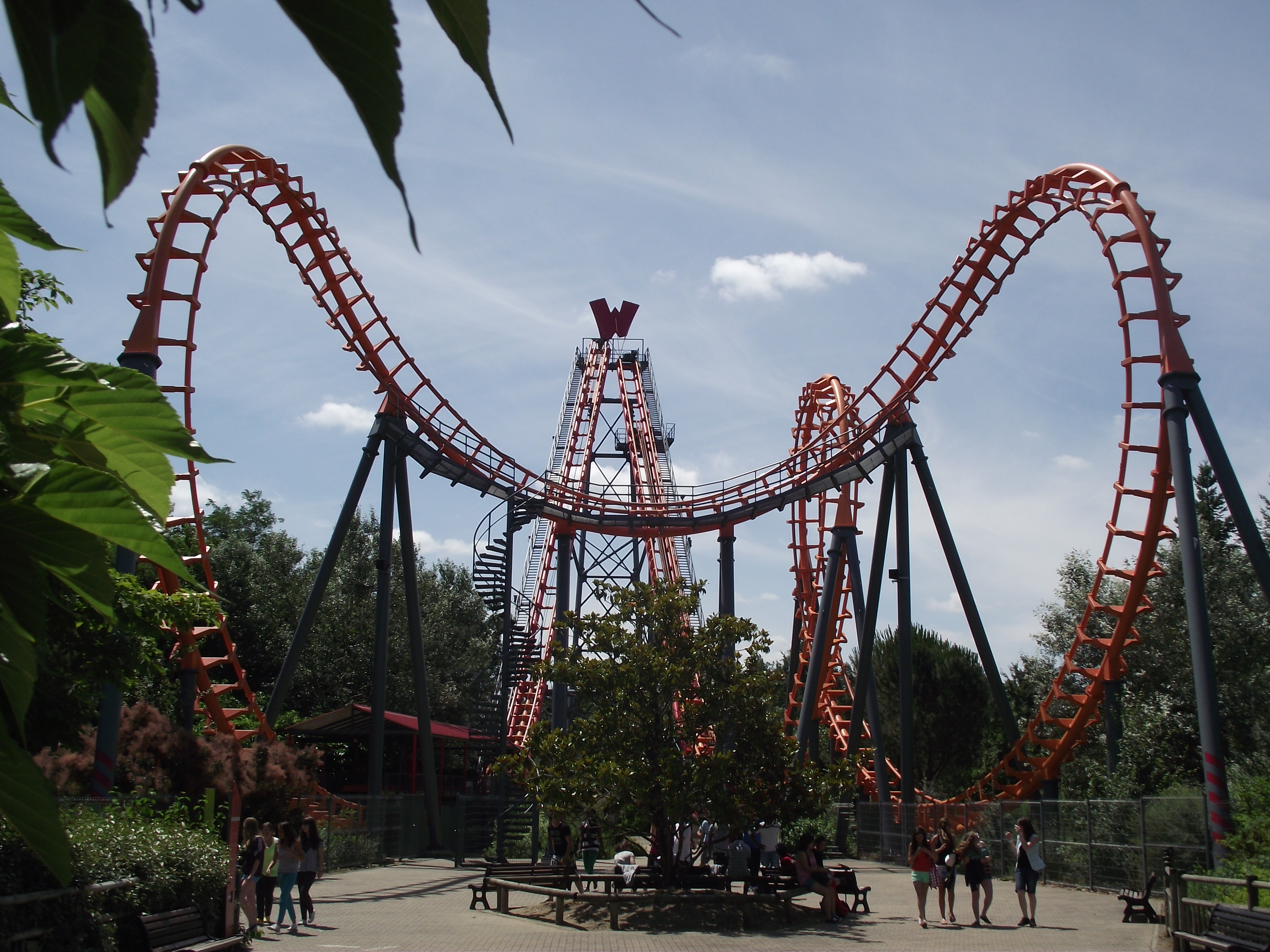
Boomerang, dorénavant à Walygator Sud-Ouest.
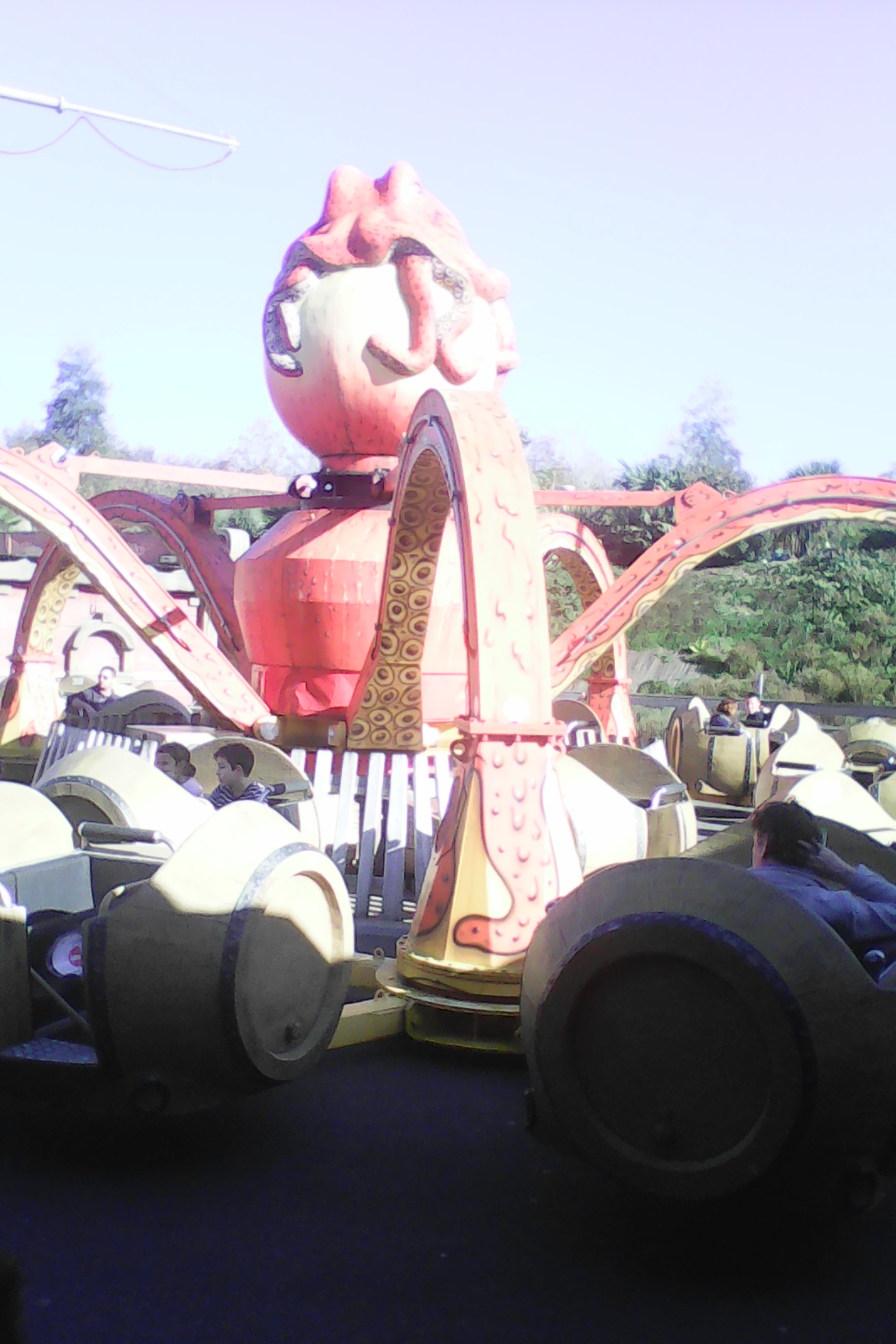
Monstre, dorénavant à la Récré des 3 Curés.
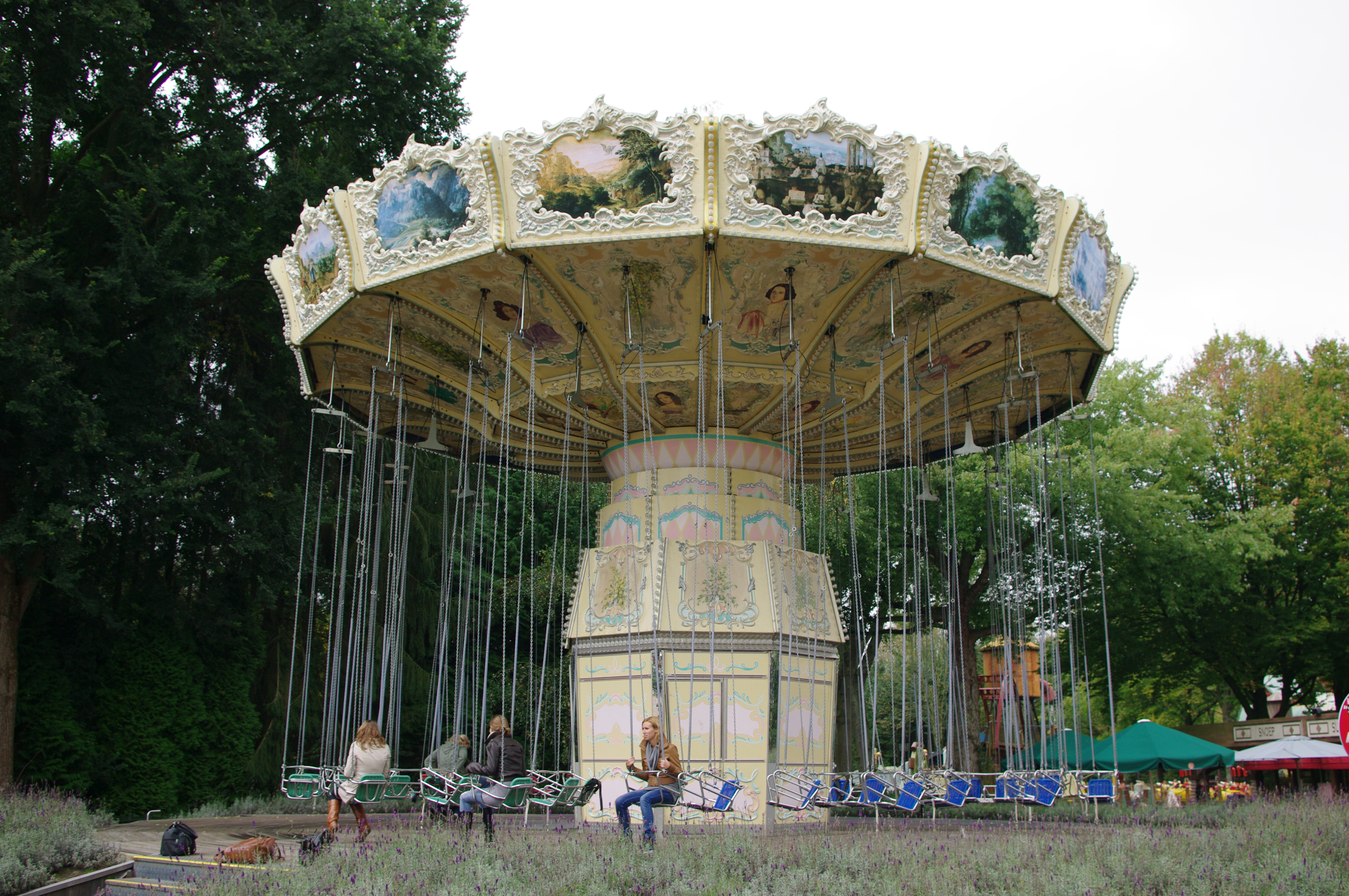
Les chaises volantes Swingo, dorénavant à Walibi Holland.
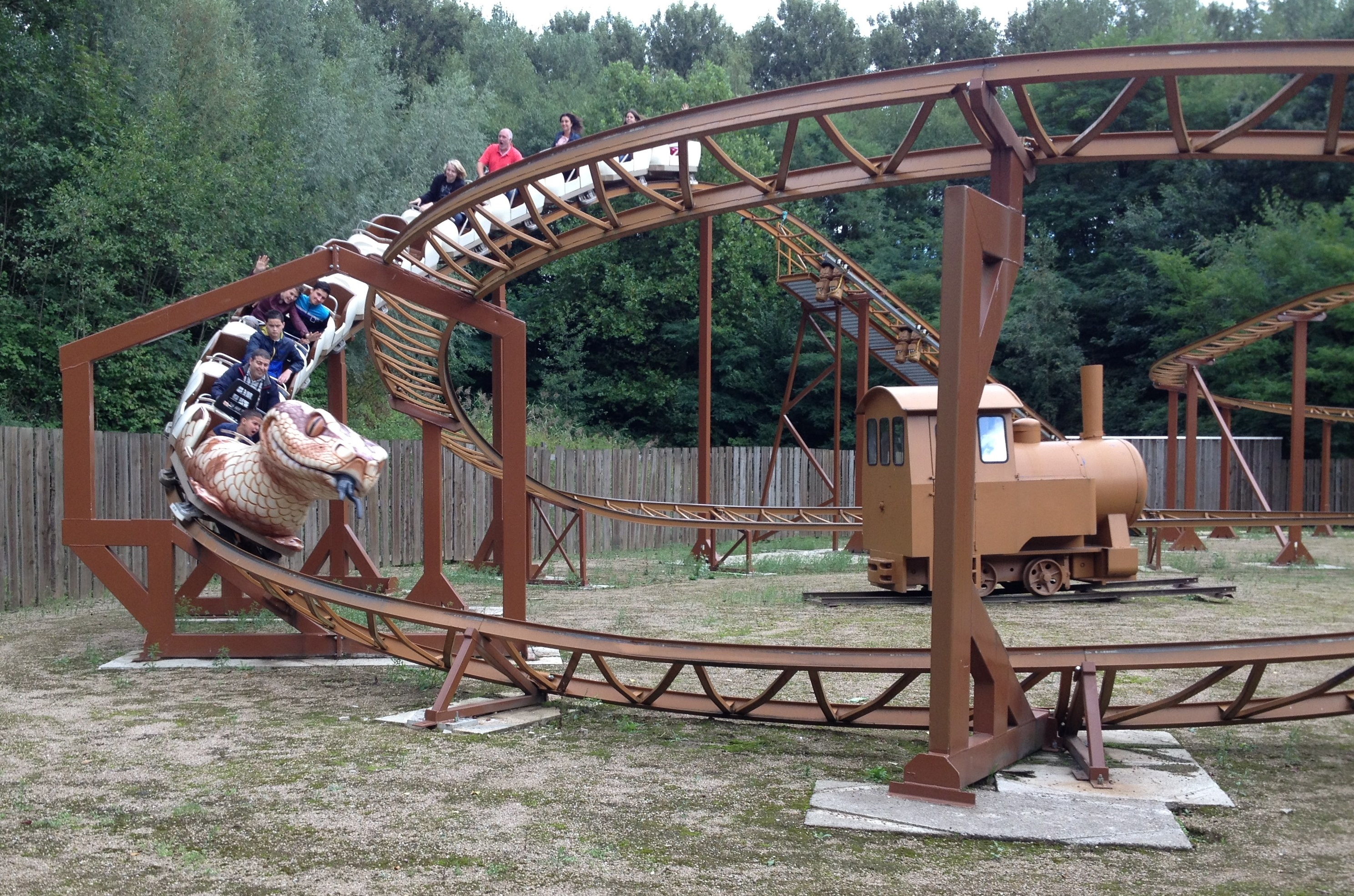
Tarzungle, dorénavant à Walibi Holland.

### Parc aquatique
D'une surface inférieure au parc d'attractions, il est constitué du Fleuve rapide (deux rivières rapides en bouées), Toboggans rapides (deux toboggans aquatiques), Toboggans (trois toboggans aquatiques), Piscine enfants, Piscine à vagues, Piscine adultes et Anaconda (Lazy river).